# Sophora zeylanica
Sophora zeylanica là một loài thực vật có hoa trong họ Đậu. Loài này được Trimen miêu tả khoa học đầu tiên.